# Finale della UEFA Europa League 2014-2015
La finale della 6ª edizione della Europa League si è disputata il 27 maggio 2015 allo Stadio Nazionale di Varsavia, in Polonia, tra gli ucraini del Dnipro e gli spagnoli del Siviglia.
L'incontro, arbitrato dall'inglese Martin Atkinson, ha visto la vittoria degli spagnoli, che si sono imposti per 3-2 sugli ucraini, conquistando il trofeo per la seconda volta consecutiva, nonché quarta in totale. Il Siviglia ha così ottenuto il diritto di affrontare i vincitori della UEFA Champions League 2014-2015, i connazionali del Barcellona, nella Supercoppa UEFA 2015 e di qualificarsi, inoltre, direttamente alla fase a gironi della UEFA Champions League 2015-2016.

## Le squadre
| Squadre  | Partecipazioni precedenti (il grassetto indica la vittoria) |
| -------- | ----------------------------------------------------------- |
| Dnipro   | Nessuna                                                     |
| Siviglia | 3 (2006, 2007, 2014)                                        |

## Antefatti
La finale del 2015 è il primo incontro in competizioni UEFA tra Dnipro e Siviglia. Per gli ucraini si tratta della prima presenza nell'atto conclusivo del torneo, nonché della prima assoluta in ambito europeo, così come per l'allenatore Myron Markevyč, anch'egli all'esordio in panchina. Per gli spagnoli si tratta della quarta finale complessiva, nonché seconda consecutiva, dopo aver vinto tutte le precedenti nel 2006, 2007 e 2014, mentre per il tecnico Unai Emery è la seconda di fila alla guida degli andalusi.

## Sede
La partita si è giocata allo Stadio Nazionale di Varsavia, che ha ospitato la finale di UEFA Europa League per la prima volta ed è stato in precedenza sede di alcune gare di UEFA Euro 2012. Prendendo in considerazione tutte le maggiori competizioni confederali, si tratta del primo atto conclusivo europeo a svolgersi in Polonia.

## Il cammino verso la finale

### Dnipro
Il Dnipro di Myron Markevyč inizia il proprio cammino dalle fasi di qualificazione della Champions League, in cui viene sconfitto dai danesi del Copenaghen nel terzo turno preliminare con un risultato complessivo di 2-0 tra andata, pareggiata per 0-0 in casa, e ritorno, perso per 2-0 in trasferta, venendo così ripescato ai play-off di Europa League, dove supera i croati dell'Hajduk Spalato con un aggregato totale di 2-1 nella doppia sfida, determinato dal successo per 2-1 in Ucraina e dal pareggio per 0-0 in Croazia, accedendo così alla fase a gironi della manifestazione.
Gli ucraini sono poi inseriti nel gruppo F insieme agli italiani dell'Inter, ai francesi del Saint-Étienne e agli azeri del Qarabağ. Nell'incontro d'esordio, il Dnipro perde in casa per 1-0 contro l'Inter, prima di pareggiare per 0-0 in trasferta con il Saint-Étienne; nella doppia sfida contro il Qarabağ arrivano una sconfitta interna per 1-0 ed una vittoria esterna per 2-1. Il girone si chiude con una battuta d'arresto in trasferta per 2-1 ad opera degli italiani ed un trionfo casalingo per 1-0 ai danni dei francesi, che sanciscono il secondo posto in classifica con 7 punti conquistati, derivanti appunto da due successi, un pari e tre sconfitte.
Nei sedicesimi di finale, il Dnipro viene sorteggiato con i greci dell'Olympiakos, eliminandoli con un risultato complessivo di 4-2 tra andata, vinta per 2-0 in casa, e ritorno, pareggiato per 2-2 in trasferta. Agli ottavi di finale, gli ucraini incontrano gli olandesi dell'Ajax, battuti grazie alla regola dei gol in trasferta sull'aggregato totale di 2-2 nel doppio confronto, determinato dal trionfo interno per 1-0 e dall'ininfluente sconfitta esterna per 2-1 dopo i tempi supplementari. Ai quarti di finale, gli ex sovietici incrociano i belgi del Club Bruges, superandoli con un computo globale di 1-0 nella doppia sfida, ottenuto in seguito al pareggio per 0-0 allo stadio Jan Breydel ed alla vittoria per 1-0 allo stadio Olimpico di Kiev (decide la rete di Jevhen Šachov). Nelle semifinali, il Dnipro affronta gli italiani del Napoli, avendo la meglio con un risultato complessivo di 2-1 nel doppio incrocio, pareggiando per 1-1 nella città partenopea durante la gara d'andata e vincendo per 1-0 (risolve il gol di Jevhen Selezn'ov) in quella di ritorno a Kiev. Per il club ucraino si tratta della prima finale nella competizione, nonché della prima assoluta a livello continentale.

### Siviglia
Il Siviglia di Unai Emery, campione uscente, è inserito nel gruppo G con gli olandesi del Feyenoord, i belgi dello Standard Liegi e i croati del Rijeka. Nella partita di debutto, gli spagnoli battono in casa per 2-0 il Feyenoord, prima di pareggiare per 2-2 in trasferta con il Rijeka; nella doppia sfida contro lo Standard Liegi arrivano un pareggio esterno per 0-0 ed una vittoria interna per 3-1. Il girone si completa con una sconfitta in trasferta per 2-0 ad opera degli olandesi e un successo casalingo per 1-0 ai danni dei croati, che determinano il secondo posto in classifica con 11 punti conquistati, frutto appunto di tre successi, due pari ed una battuta d'arresto.
Nei sedicesimi di finale, il Siviglia è abbinato contro i tedeschi del Borussia M'gladbach, eliminati con un risultato complessivo di 4-2 tra andata, vinta per 1-0 in casa, e ritorno, trionfo per 3-2 in trasferta. Agli ottavi di finale, gli spagnoli pescano i conterranei del Villarreal, battendoli con un aggregato totale di 5-2 nel doppio confronto, determinato dal successo esterno per 3-1 e da quello interno per 2-1. Ai quarti di finale, gli andalusi incontrano i russi dello Zenit San Pietroburgo, superandoli con un computo globale di 4-3 nella doppia sfida, ottenuto in seguito alla vittoria per 2-1 allo stadio Ramón Sánchez-Pizjuán e al pareggio per 2-2 allo stadio Petrovskij. Nelle semifinali, i Rojiblancos affrontano gli italiani della Fiorentina, prevalendo con un punteggio complessivo di 5-0 nel doppio incrocio, trionfando sia nella gara d'andata a Siviglia per 3-0, sia in quella di ritorno a Firenze per 2-0. Per il club iberico si tratta della seconda finale consecutiva nella manifestazione, nonché della quarta in totale.

### Tabella riassuntiva del percorso
Note: In ogni risultato sottostante, il punteggio della finalista è menzionato per primo. (C: Casa; T: Trasferta)
| Squadra       | Pt | G |
| ------------- | -- | - |
| Inter         | 12 | 6 |
| Dnipro        | 7  | 6 |
| Saint-Étienne | 6  | 6 |
| Qarabağ       | 5  | 6 |

| Squadra        | Pt | G |
| -------------- | -- | - |
| Feyenoord      | 12 | 6 |
| Siviglia       | 11 | 6 |
| Rijeka         | 7  | 6 |
| Standard Liegi | 4  | 6 |

## Contesto
Allo Stadio Nazionale di Varsavia va in scena la finale tra il Dnipro e i campioni in carica del Siviglia. L'allenatore degli ucraini, Markevyč, schiera la squadra con il 4-2-3-1: davanti al portiere Bojko, i due terzini sono Fedec'kyj e Léo Matos, mentre al centro agisce la coppia di difensori formata da Douglas e Čeberjačko. In mediana, Fedorčuk è affiancato da K'ank'ava, mentre in fase offensiva, Konopljanka, Matheus e il capitano Rotan' sono i trequartisti alle spalle dell'unica punta Kalinić. Il tecnico degli spagnoli, Emery, adotta anch'egli il modulo avversario: dinanzi al portiere Rico, la retroguardia è composta da Vidal e Trémoulinas come terzini e da Carriço e Kolodziejczak come difensori centrali. A centrocampo, M'Bia e Krychowiak sono i due mediani d'interdizione, mentre il capitano Reyes, Banega e Vitolo sono i trequartisti dietro all'unico centravanti Bacca.

## La partita

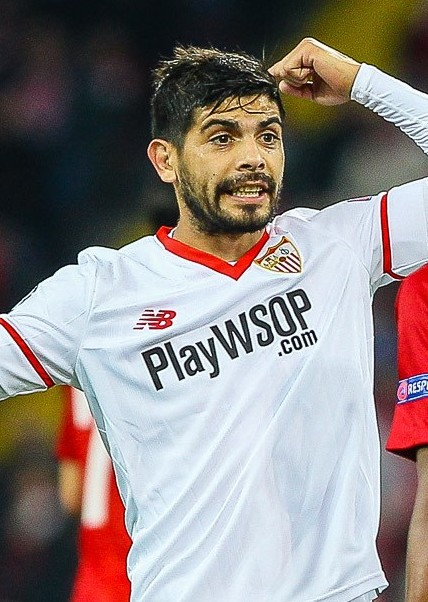
Éver Banega, premiato come MVP della finale.

Al primo affondo della gara, il Dnipro trova sorprendentemente il vantaggio al 7' con Kalinić che, servito da un cross di Matheus, supera il portiere Rico con un preciso colpo di testa, firmando così l'1-0. Dopo aver patito il gol a freddo, il Siviglia risponde con una potente conclusione di Reyes, respinta prontamente dall'estremo difensore Bojko. Ciò è solamente il preludio al pareggio spagnolo, che si materializza al 28' con Krychowiak, abile ad agganciare in area uno spiovente di Banega e a ribadire in rete con un destro secco dopo aver eluso l'intervento del difensore Léo Matos. Galvanizzati dalla marcatura, gli andalusi attaccano e centrano l'immediato raddoppio al 31' con Bacca, che raccoglie uno splendido filtrante di Reyes e dribbla in uscita Bojko, depositando comodamente in rete il 2-1. Nonostante il rapido uno-due subìto, gli ucraini sfiorano prima il nuovo pari con Konopljanka, il cui tentativo viene sventato da un gran riflesso di Rico, salvo poi concretizzarlo al 44' grazie al calcio di punizione trasformato da Rotan', che chiude difatti il primo tempo sul pirotecnico risultato di 2-2.
Nella ripresa, il Dnipro perviene due volte al tiro dalla distanza con Konopljanka, che non impensierisce la difesa iberica, ma, complice un vistoso calo di energie, subisce la supremazia territoriale del Siviglia, che al 73' va nuovamente in rete con Bacca, la cui conclusione di esterno sinistro trafigge Bojko da posizione ravvicinata, convertendo dunque in gol un'ottima verticalizzazione di Vitolo e siglando la doppietta personale. La formazione ucraina ha un ultimo sussulto con un flebile tiro di Fedec'kyj, terminato a fil di palo, prima di essere salvata da una straordinaria parata di Bojko sul colpo di testa di Bacca, che nega la gioia del quarto gol agli avversari. In seguito al triplice fischio dell'arbitro Atkinson, gli spagnoli vincono per 3-2 e si confermano campioni per la seconda volta consecutiva, legittimando la conquista della loro quarta Europa League in altrettante finali disputate.

## Tabellino
| Arbitro: | Martin Atkinson |

|                       |           |                               |
| Kalinić 7’ Rotan' 44’ | Marcatori | 28’ Krychowiak 31’, 73’ Bacca |

| Dnipro | Siviglia |

| GK             | 71 | Denys Bojko        |       |     |
| RB             | 44 | Artem Fedetskyi    |       |     |
| CB             | 23 | Douglas            |       |     |
| CB             | 14 | Jevhen Čeberjačko  |       |     |
| LB             | 12 | Léo Matos          | 83’   |     |
| DM             | 7  | Jaba K'ank'ava     | 17’   | 85’ |
| DM             | 25 | Valerij Fedorčuk   |       | 68’ |
| RW             | 99 | Matheus            |       |     |
| AM             | 29 | Ruslan Rotan'      |       |     |
| LW             | 10 | Yevhen Konoplyanka |       |     |
| CF             | 9  | Nikola Kalinić     | 45+2’ | 78’ |
| Sostituti:     |    |                    |       |     |
| GK             | 16 | Jan Laštůvka       |       |     |
| DF             | 2  | Alexandru Vlad     |       |     |
| MF             | 19 | Roman Bezus        | 70’   | 68’ |
| MF             | 20 | Bruno Gama         |       |     |
| MF             | 24 | Valerij Lučkevyč   |       |     |
| MF             | 28 | Jevhen Šachov      |       | 85’ |
| FW             | 11 | Jevhen Selezn'ov   |       | 78’ |
| Allenatore:    |    |                    |       |     |
| Myron Markevyč |    |                    |       |     |

| GK          | 29 | Sergio Rico            |       |     |
| RB          | 22 | Aleix Vidal            |       |     |
| CB          | 6  | Daniel Carriço         | 62’   |     |
| CB          | 15 | Timothée Kolodziejczak |       |     |
| LB          | 2  | Benoît Trémoulinas     |       |     |
| DM          | 25 | Stéphane M'Bia         |       |     |
| DM          | 4  | Grzegorz Krychowiak    | 45+2’ |     |
| RW          | 10 | José Antonio Reyes     |       | 58’ |
| AM          | 19 | Éver Banega            |       | 89’ |
| LW          | 20 | Vitolo                 |       |     |
| CF          | 9  | Carlos Bacca           | 74’   | 82’ |
| Sostituti:  |    |                        |       |     |
| GK          | 13 | Beto                   |       |     |
| DF          | 3  | Fernando Navarro       |       |     |
| DF          | 5  | Diogo Figueiras        |       |     |
| DF          | 23 | Coke                   |       | 58’ |
| MF          | 12 | Vicente Iborra         |       | 89’ |
| MF          | 17 | Denis Suárez           |       |     |
| FW          | 7  | Kevin Gameiro          |       | 82’ |
| Allenatore: |    |                        |       |     |
| Unai Emery  |    |                        |       |     |

## Statistiche
Primo tempo
|                | Dnipro | Siviglia |
| -------------- | ------ | -------- |
| Gol segnati    | 2      | 2        |
| Tiri totali    | 4      | 11       |
| Tiri in porta  | 3      | 3        |
| Possesso palla | 39%    | 61%      |
| Angoli         | 2      | 4        |
| Falli commessi | 14     | 10       |
| Fuorigioco     | 1      | 1        |
| Ammonizioni    | 2      | 1        |
| Espulsioni     | 0      | 0        |

Secondo tempo
|                | Dnipro | Siviglia |
| -------------- | ------ | -------- |
| Gol segnati    | 0      | 1        |
| Tiri totali    | 8      | 7        |
| Tiri in porta  | 2      | 2        |
| Possesso palla | 45%    | 55%      |
| Angoli         | 3      | 7        |
| Falli commessi | 10     | 6        |
| Fuorigioco     | 0      | 1        |
| Ammonizioni    | 3      | 2        |
| Espulsioni     | 0      | 0        |

Totale
|                | Dnipro | Siviglia |
| -------------- | ------ | -------- |
| Gol segnati    | 2      | 3        |
| Tiri totali    | 12     | 18       |
| Tiri in porta  | 5      | 5        |
| Possesso palla | 42%    | 58%      |
| Angoli         | 5      | 11       |
| Falli commessi | 24     | 16       |
| Fuorigioco     | 1      | 2        |
| Ammonizioni    | 5      | 3        |
| Espulsioni     | 0      | 0        |